# Thành, Sán Vĩ
Thành (chữ Hán giản thể: 城区, âm Hán Việt: Thành khu) là một quận thuộc địa cấp thị Mai Châu, tỉnh Quảng Đông, Cộng hòa Nhân dân Trung Hoa. Quận Thành có diện tích 421 km², dân số năm 2001 là 450.000 người. Mã số bưu chính của quận Thành là 516600. Quận này được chia thành các đơn vị hành chính gồm 7 nhai đạo, 3 trấn.
- Nhai đạo biện sự xứ: Xuân Châu, Tân Cảng, Phượng Sơn, Điền Can, Đông Châu, Giá Lãng, Mã Cung.
- Trấn: Hồng Thảo, Đông Dũng.